# Kickton
Kickton ist ein deutscher Familienname.
Gegen 1440 wurde in Perleberg ein Olde Arnd Kiktun urkundlich erwähnt. Andere Schreibweisen waren Kickethum oder Kytun.
Der Name ist sehr selten.
Kickton ist der Familienname folgender Personen:
- Arthur Kickton (1861–1944), deutscher Architekt und Kirchenbaumeister
- Erika Kickton (1896–1967), deutsche Musikwissenschaftlerin und Komponistin
- Helmut Kickton (* 1956), deutscher Kirchenmusiker
- Hermann Kickton (1878–1957), deutscher Jurist
- Hermann Kickton (Bauingenieur) (1847–1915), deutscher Bauingenieur
- Louis Arthur Kickton (1861–1940), deutscher Chemiker